# Hémérica
Die Hémérica ist ein 1957 gebauter französischer Seitentrawler, der zunächst als Pactole und ab 1971 als Hémérica in der Grundschleppnetzfischerei fuhr. 1981 aufgelegt, liegt sie seit 1984 als Museumsschiff in Concarneau.

## Bau und technische Daten
Als letztes von acht Schwesterschiffen baute die Werft Ateliers et Chantiers des Forges de l’Ouest in Saint-Nazaire den Seitentrawler 1957, den die Fischereigesellschaft Tonnerre-Le Huédé aus Lorient bestellt hatte. Bei der Taufe erhielt der Trawler den Namen Pactole (dt.: Jackpot).
Die Länge der Pactole beträgt 34,80 Meter, sie ist 6,90 Meter breit und weist einen Tiefgang von 4,35 Metern auf. Sie ist mit 202 BRT vermessen. Der Antrieb besteht aus einem Dieselmotor des Unternehmens Moteur Duvant aus Valenciennes, der 600 PS leistet und auf eine Schraube wirkt. Er ermöglicht eine Geschwindigkeit von 11,0 Knoten. Die Mannschaft bestand aus 11 Mann.

## Geschichte
Nach Ablieferung an den Auftraggeber im Jahr 1958 ließ Tonnerre-Le Huédé die Pactole in La Rochelle unter der Kennung CC4119 registrieren. 1971 verkaufte sie den Trawler an das Fischereiunternehmen Armement Pierre Nicot aus Concarneau, die dem Schiff den Namen Hémérica gab und sie bis 1981 im Nordatlantik einsetzte. Aufgrund technischer Defekte musste das Unternehmen den Trawler anschließend auflegen.
Das Einsatzgebiet des Trawlers befand sich im Nordatlantik und reichte von der französischen Küste am Golf von Biskaya bis an die Südküste Irlands. Eine Fangreise dauerte in der Regel 10 bis 14 Tage, bei der in der Schleppnetzfischerei vor allem Grundfische wie Seeteufel und Seehecht gefangen wurden. Ein durchschnittliches Fangergebnis betrug rund 24 Tonnen Fisch.
Nachdem der Trawler 1981 aufgelegt worden war, wurde er nicht mehr in der Fischerei eingesetzt und 1984 dem Fischereimuseum in Concarneau übergeben. 1999 ging der Trawler in den Besitz des Museums über. Auf dem Schiff vermittelt das Museum den Besuchern einen Eindruck von der Lebenswelt und den Arbeitsbedingungen auf einem Trawler.